# Xã Taopi, Quận Minnehaha, Nam Dakota
Xã Taopi (tiếng Anh: Taopi Township) là một xã thuộc quận Minnehaha, tiểu bang Nam Dakota, Hoa Kỳ. Năm 2010, dân số của xã này là 330 người.